# El pastor mentiroso

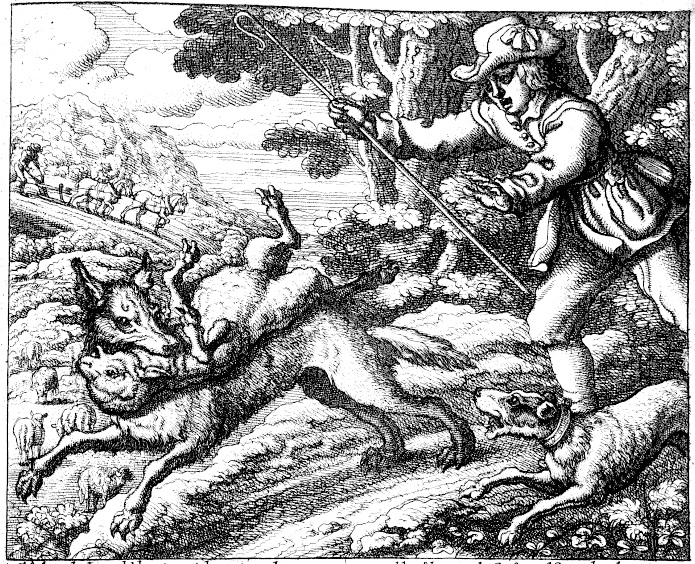
Ilustración de Francis Barlow para la fábula "El pastor mentiroso", llamada por él De pastoris puero et agricolis, 1687

El pastor mentiroso es una fábula atribuida a Esopo, con una moraleja que advierte contra la mentira y el abuso de confianza.
En España y Latinoamérica, se menciona a veces como  el cuento de Pedro y el lobo, por confusión con el cuento musical homónimo (1936) de Serguéi Prokófiev, que tiene un argumento diferente. También ha sido editado en numerosas ocasiones con el nombre de Juan y el lobo. De este cuento se ha extraído la célebre frase ¡Que viene el lobo! como símil de amenazas infundadas.

## Historia
Un joven pastor cuidaba de su rebaño de ovejas en las cercanías de un pequeño pueblo. Un día se le ocurrió hacer una broma a los habitantes del lugar, así que acudió al sitio alarmado gritando que se había encontrado con un lobo, y que sus ovejas corrían peligro. Esto preocupó a todos los habitantes, que se dispusieron a ayudarlo. Corriendo, lo siguieron hasta el lugar en donde había avistado al supuesto lobo, pero se encontraron que solo era una broma. Tiempo después el pastor se halló con un verdadero lobo que lo amenazó con sus feroces fauces. Aterrado, acudió al mismo pueblo buscando ayuda, pero esta vez los habitantes creyeron que era otra de sus bromas, y no salieron a ayudarle. El lobo devoró las ovejas y se llevó algunas, dejando al pastor aterrado y arrepentido de haber bromeado con algo tan alarmante.

## Moraleja
"En boca de un mentiroso, lo cierto se hace dudoso." Quiere decir que si decimos muchas mentiras, cuando digamos una verdad nadie nos creerá.